# Ātman (budismo)
El ātman (en sánscrito: आत्म‍, ātma; en idioma palí: atta) literalmente significa "sí mismo", pero a veces en occidente se traduce como "alma", siendo Ahamkara el ego.
En el budismo, ātman es la consecuencia primordial de la sabiduría y de la autoconciencia del ser. Constituye el atributo más elevado del ser. Algunos sutras mahāyānas y tántricos, sin embargo, insisten fuertemente sobre la realidad final del ātman cuando es equiparado con el ser esencial y eterno del buda (Doctrina Tathagatagarbha).

## Etimología
La palabra deriva de la raíz indoeuropea *ēt-men (aliento) y es cognada del anglosajón æþm y el alemán atem

## La necesidad para los budistas de comprender elatman
Śāntideva (un filósofo y practicante budista indio del siglo VIII) nos informa que para ser capaz de negar algo, se necesita primero saber qué es lo que se está negando. 

Sin ponerte en contacto con la entidad que es imputada

No aprehenderás la ausencia de aquella entidad
Bodhicaryāvatāra

## La definición de atman en el budismo
El sabio Candrakīrti  contextualiza el ātman de la siguiente manera: 

El ātman es la esencia que no depende de otras cosas; es una naturaleza intrínseca, cuya no-existencia es la insustancialidad
Bodhisattvayogacaryācatuḥśatakaṭikā  256.1.7

Según el Abhidharmapiṭaka —la doctrina principal que permite a la filosofía budista pura explicar exitosamente todos los fenómenos, al afirmar que todas las cosas suceden por una causa—, el "atman" es un accesorio conceptual a sí mismo que promueve la falsa creencia de que uno es intrínseco y sin incidentes. Este accesorio se aparta la ruta propia de la senda a la iluminación y de ahí al nirvāṇa como hacen todas las formas de lo accesorio.

## El rango ontológico del ātman en el budismo
Como la creencia en el ātman se identifica como la causa del saṃsāra,  el término no es un mero cognado de los variados conceptos de atman que se encuentran en la filosofía hindú  sino que la identificación específica de lo que el ātman es,  es un concepto filosófico esencial para el meditante budista.
Si no existiese el concepto de atman en absoluto, entonces todos estaríamos libres del samsara. Esto implica que el atman se identifica como un concepto, específicamente, como un incomprensión que aflige.  Además él es esta aflicción específica que se identifica como la raíz que causa todo sufrimiento.  
Entonces, cuando los budistas dicen que no hay atman, no están realmente diciendo que no existe, sino que existe solamente como aflicción, una respuesta innata al mundo que nos rodea; y esto está profundamente integrado con la aflicción donde yace la raíz de toda miseria.

## El abandono del atman en la metafísica budista
Con la doctrina del anātman el budismo sostiene que el concepto de atman es innecesario y contraproducente como método para analizar la acción, la causalidad, el karma y la reencarnación en el contexto budista.